# Indiërs in Nederland

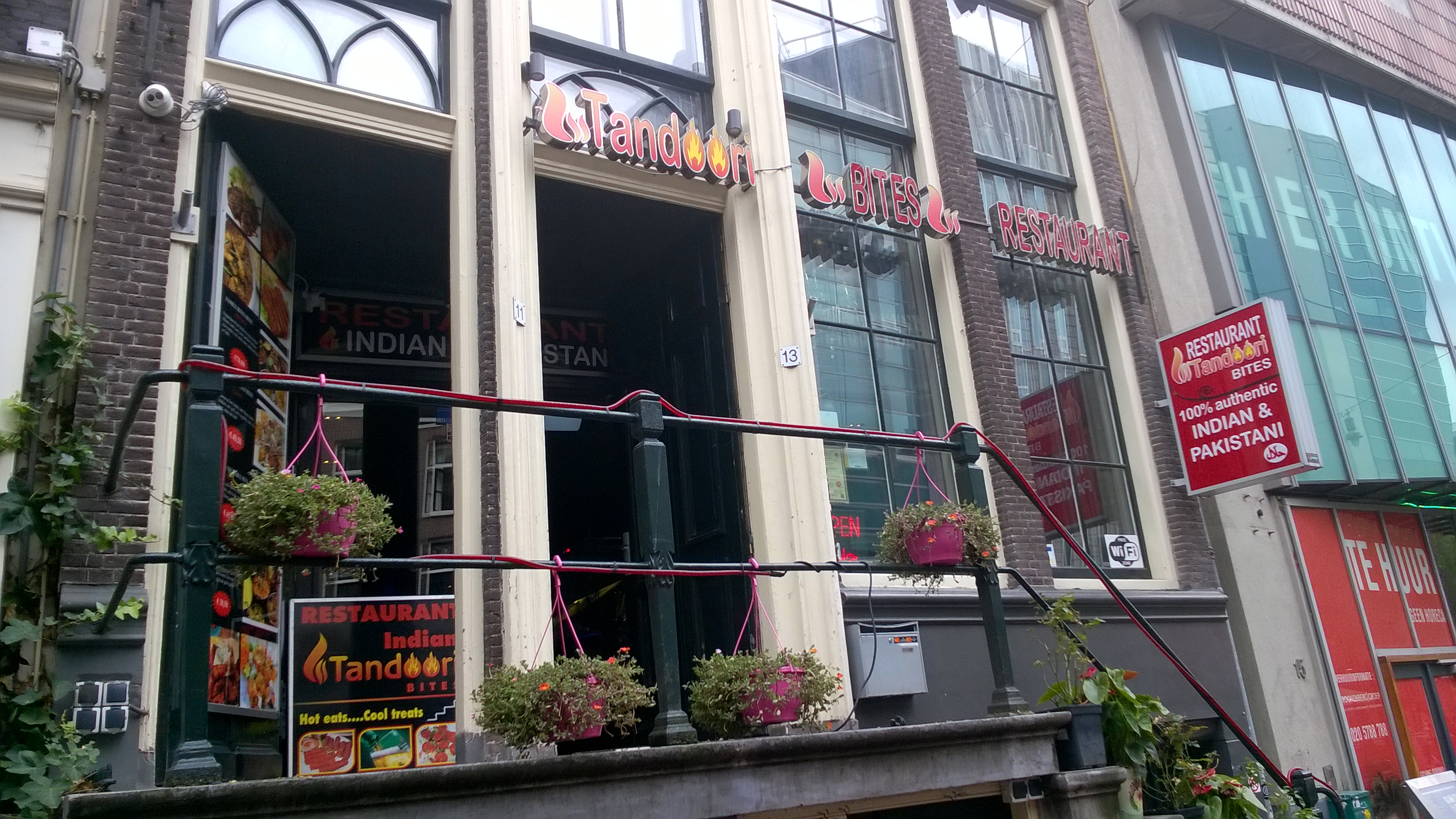
Een Indiase restaurant in Amsterdam

Met Indiërs in Nederland worden in Nederland wonende Indiërs, of Nederlanders van Indiase afkomst aangeduid. Ze dienen niet te worden verward met personen afkomstig uit Nederlands-Indië (hedendaags Indonesië) die in Nederland na de Tweede Wereldoorlog Indische Nederlanders worden genoemd. De Indiërs zijn een van de snelst groeiende migrantengroep in Nederland. Volgens het Centraal Bureau voor de Statistiek (CBS) woonden er per 1 januari 2024 zo’n 89.276 Nederlanders met een Indiase migratieachtergrond in Nederland. In 2017 kwamen 8.630 Indiërs naar Nederland, waardoor zij - na Syriërs - de grootste groep nieuwkomers waren. Indiase immigranten zijn voornamelijk kennismigranten van wie drie kwart werkzaam is in de informatietechnologie en informatiedienstverlening. Bovendien is het aantal Indiërs die in Nederland komen studeren meer dan verdrievoudigd: van 425 studiemigranten in 2012 naar 1.400 studiemigranten in 2017. Tussen januari en november 2019 kwamen alleen al zo'n 6.322 nieuwe Indiase migranten Nederland binnen. Desondanks blijven Indiase migranten vaak tijdelijk in Nederland, aangezien zo'n 45% binnen zes jaar het land verlaat.
De meeste Indiërs in Nederland komen uit het Zuid-Aziatisch land India. Een kleiner deel is afkomstig uit Indiase gemeenschappen elders in de wereld, zoals Zuid-Afrikanen van Indiase achtergrond of Indiërs uit Oeganda. Daarnaast wonen er naar schatting minimaal 160.000 Surinaamse Nederlanders met voorouders uit (het voormalige) Brits-Indië in Nederland; de Surinaamse Hindoestanen.

## Geschiedenis
Tijdens de Tweede Wereldoorlog werden Indiase soldaten van het Britse leger door de Duitsers gevangengenomen. In samenwerking met Netaji Subhas Bose hief Hitler de zogenaamde ‘Azad Brigade’ van deze soldaten op. Tussen mei en september 1943 werd een brigade van 3.000 Sikh-soldaten ingezet door de Duitsers aan de Nederlandse Noordzeekust. De hele Brigade werd vervolgens overgebracht naar Zuid-Frankrijk. In 1945 werden ze door de Amerikanen in Frankrijk gevangengenomen en als krijgsgevangene naar India gerepatrieerd.
Tijdens de dictatorschap van Idi Amin repatrieerden honderden Indiërs vanuit Oeganda naar Nederland. 
In 1975, na de onafhankelijkheid van Suriname, emigreerden duizenden Hindoestanen vanuit Suriname naar Nederland. Zij vestigden zich voornamelijk in Den Haag en omstreken.

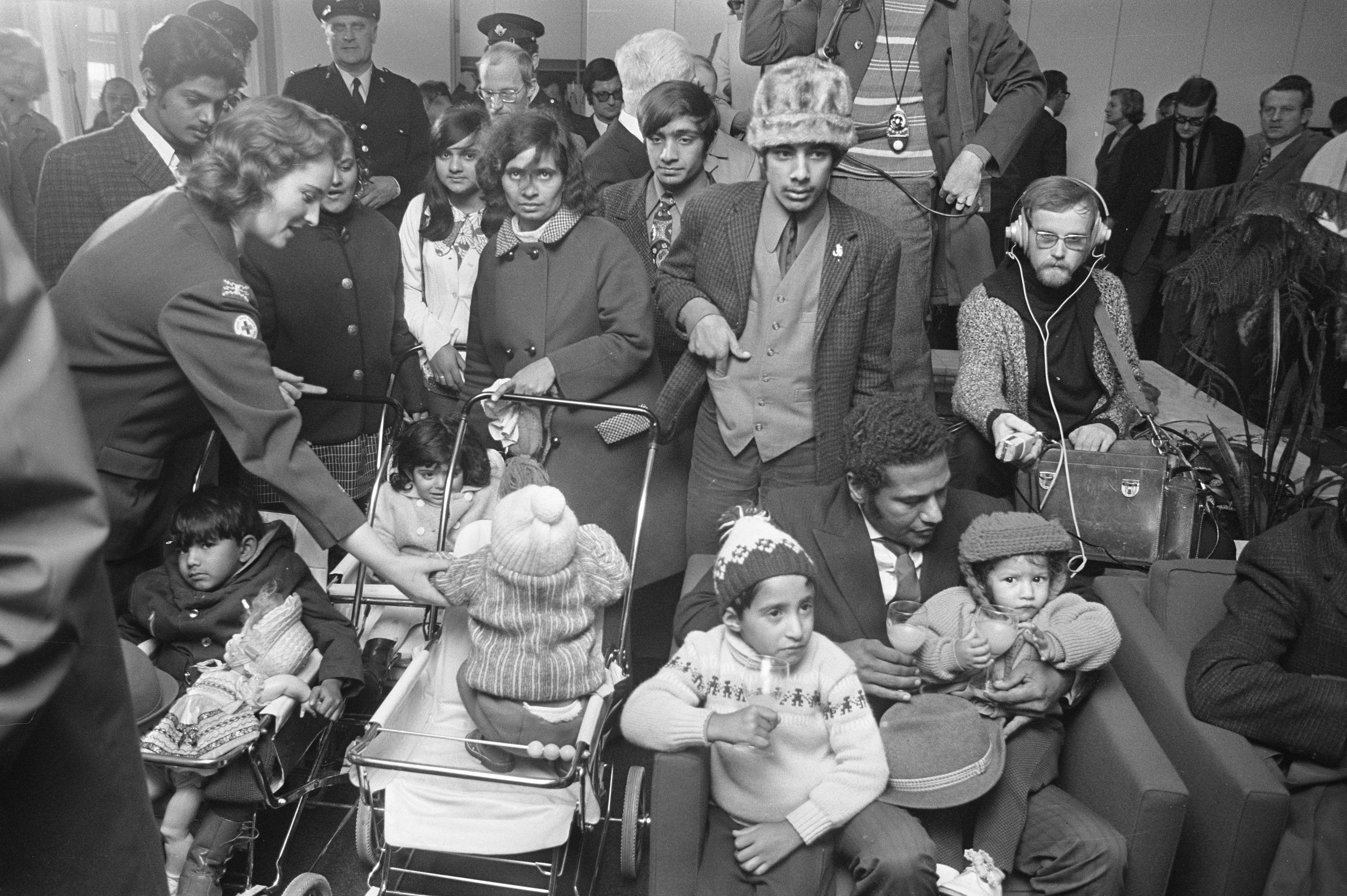
Indiërs die Oeganda uitgewezen zijn gearriveerd op Schiphol (1972)
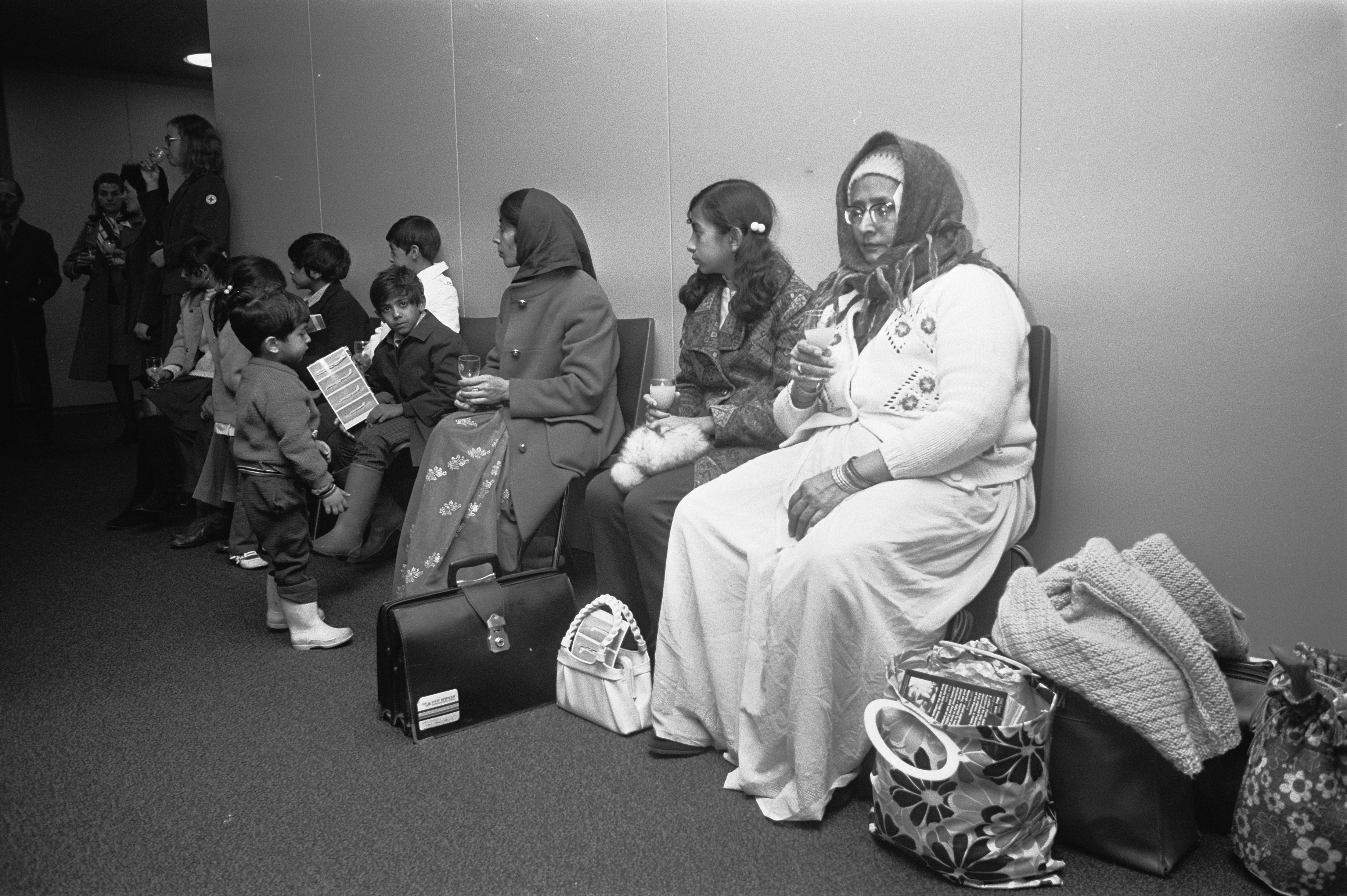
Indiërs die Oeganda uitgewezen zijn gearriveerd op Schiphol (1972)
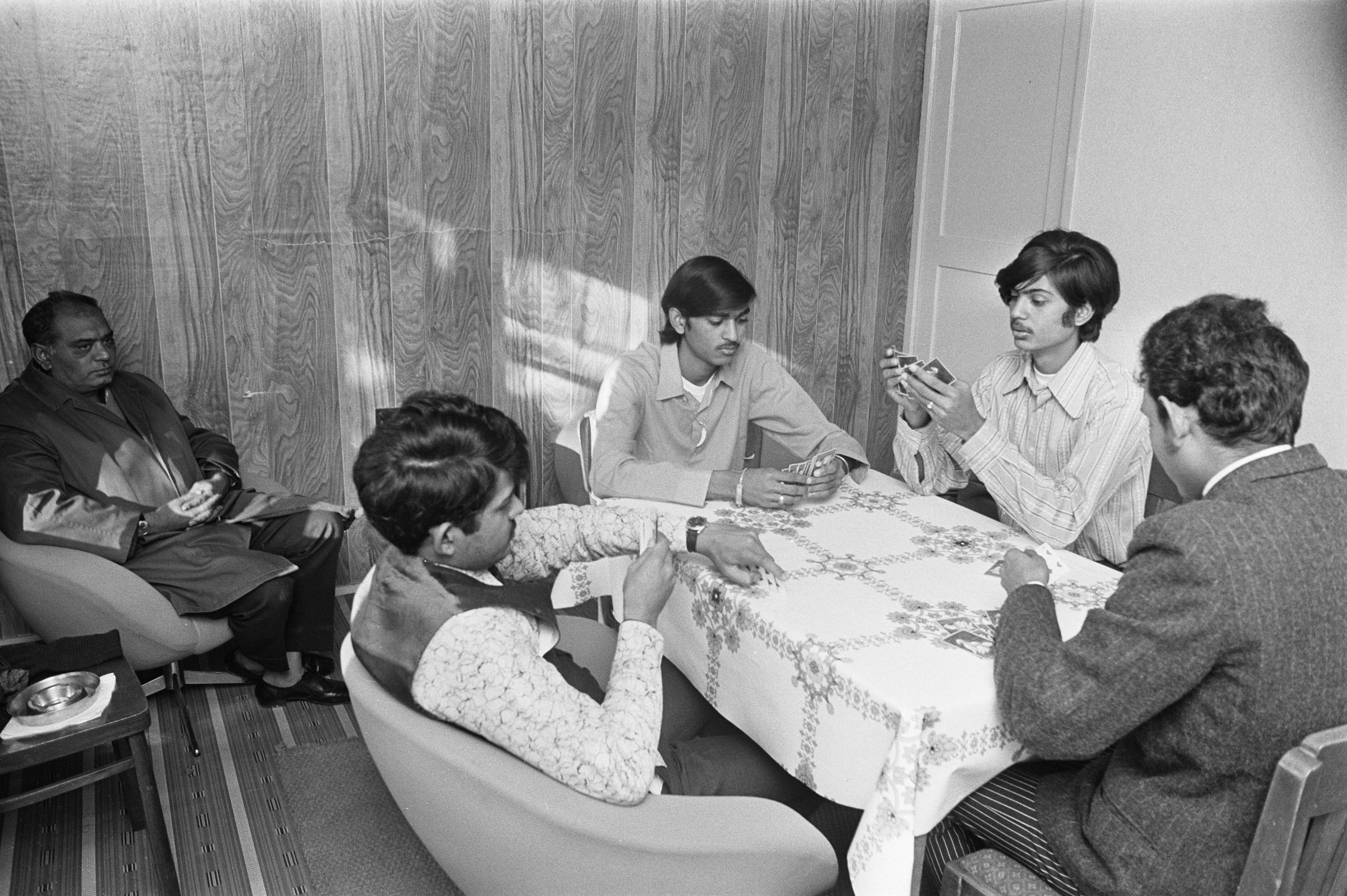
Indiërs die Oeganda uitgewezen zijn in Bennekom (1972)
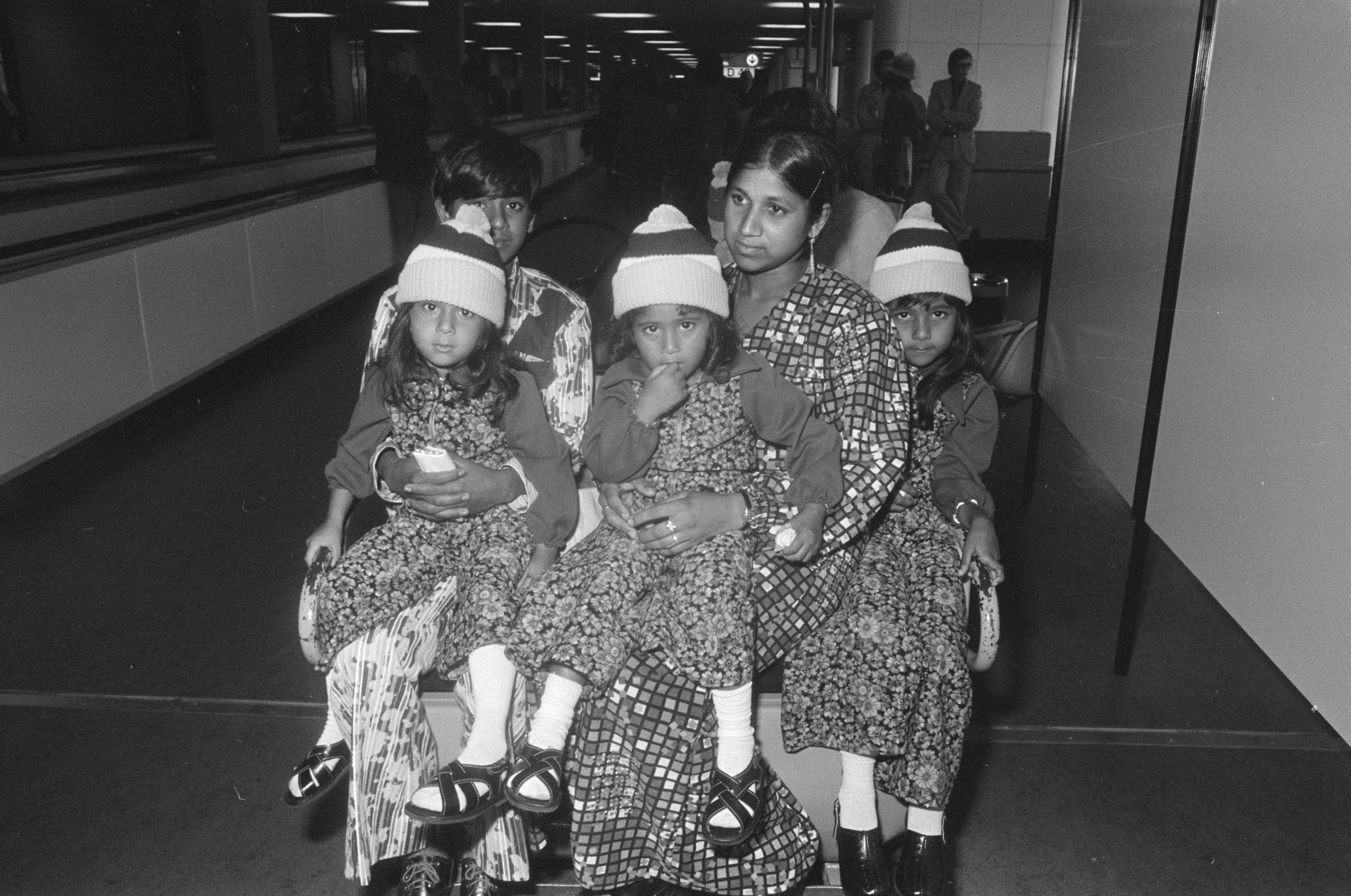
Surinaamse Hindoestanen op Schiphol in 1975

## Verspreiding
De Indiase immigranten wonen geconcentreerd in een beperkt aantal gemeenten waar zij werk vinden. Zo'n driekwart van de Indiërs woont in de provincies Noord-Holland, Zuid-Holland en Noord-Brabant. In 2019 woonden de Indiërs vooral in de volgende gemeenten: Amsterdam (7.984 personen), Amstelveen (5.629 personen), Den Haag (4.527 personen), Eindhoven (4.183 personen), Utrecht (2.699 personen), Rotterdam (2.411 personen), Almere (1.898 personen), Delft (1.411 personen), Haarlemmermeer (1.357 personen), Hilversum (923 personen), Leidschendam-Voorburg (739 personen), Groningen (724 personen), Arnhem (600 personen), Enschede (595 personen), Maastricht (561 personen), Leiden (493 personen) en Haarlem (491 personen). Meest opvallend is de Indiase aanwezigheid in Amstelveen, waar op zo'n 90.000 inwoners 5.629 Indiërs wonen (>6%). Amstelveen geldt in de volksmond als 'Little India' of 'Mumbai aan de Amstel'.
| Groningen           | 126   | 172    | 212    | 408    | 573    | 849    |
| Friesland           | 154   | 196    | 256    | 356    | 455    | 545    |
| Drenthe             | 54    | 66     | 91     | 151    | 178    | 233    |
| Overijssel          | 190   | 262    | 341    | 513    | 603    | 1.008  |
| Flevoland           | 171   | 288    | 514    | 702    | 994    | 2.112  |
| Gelderland          | 367   | 488    | 604    | 807    | 1.077  | 1.805  |
| Utrecht             | 508   | 604    | 699    | 1.257  | 1.891  | 3.830  |
| Noord-Holland       | 3.267 | 3.964  | 4.676  | 7.396  | 10.731 | 18.811 |
| Zuid-Holland        | 3.723 | 4.185  | 4.854  | 6.443  | 8.843  | 12.252 |
| Zeeland (provincie) | 85    | 90     | 104    | 146    | 216    | 311    |
| Noord-Brabant       | 596   | 823    | 1.110  | 1.893  | 3.208  | 5.887  |
| Limburg             | 235   | 378    | 346    | 418    | 732    | 1.081  |
| Nederland (totaal)  | 9.476 | 11.516 | 13.807 | 20.490 | 29.501 | 48.724 |

## Religie
De meeste Indiërs in Nederland zijn gelovig. Met name het sikhisme en het hindoeïsme hebben veel aanhang. In 2015 telde Nederland naar schatting ongeveer 20.000 sikhs, nagenoeg allen van Indiase afkomst. Ook de islam en het christendom zijn vertegenwoordigd in de Indiase gemeenschap, net als mensen zonder een religieuze overtuiging.

## Bekende Indiërs
- Rattan Chadha, ondernemer
- Anice Das, langebaanschaatser
- Anish Giri, schaakgrootmeester
- Vinod Subramaniam, natuurkundige en hoogleraar
- India Sardjoe, breakdancer